# Route nationale 3 (Congo-Brazzaville)
Pour les articles homonymes, voir N3 et Route nationale 3.
La route nationale 3 (RN3) est une route nationale de la République du Congo entièrement située dans le département du Niari. Elle relie Dolisie, Kibangou, Ngongo (Niari), la dernière localité avant la frontière gabonaise à Nyanga (Gabon).
Cette route est toutefois vétuste et mal entretenue, occasionnant des affaisements de la chaussée et ds bourbiers coupant complètement ce tronçon.